# Trafalgar-fok
A Trafalgar-fok (arabul رأس الطرف الأغرّ [Al-taraf al-agharr], spanyolul Cabo Trafalgar) egy földnyelv a dél-spanyolországi Cádiz tartományban. Az elnevezés az arab Taraf al-Gharb névből származik, melynek jelentése: fehér oldal.
Cádiz városától délnyugatra zajlott le a napóleoni háborúk részeként 1805. október 21-én a trafalgari csata, melynek során a Brit Királyi Haditengerészet (Royal Navy) legyőzte az egyesült spanyol-francia flottát. A csatában életét vesztette a brit földközi-tengeri flotta parancsnoka, Lord Nelson altengernagy is.

## Képgaléria

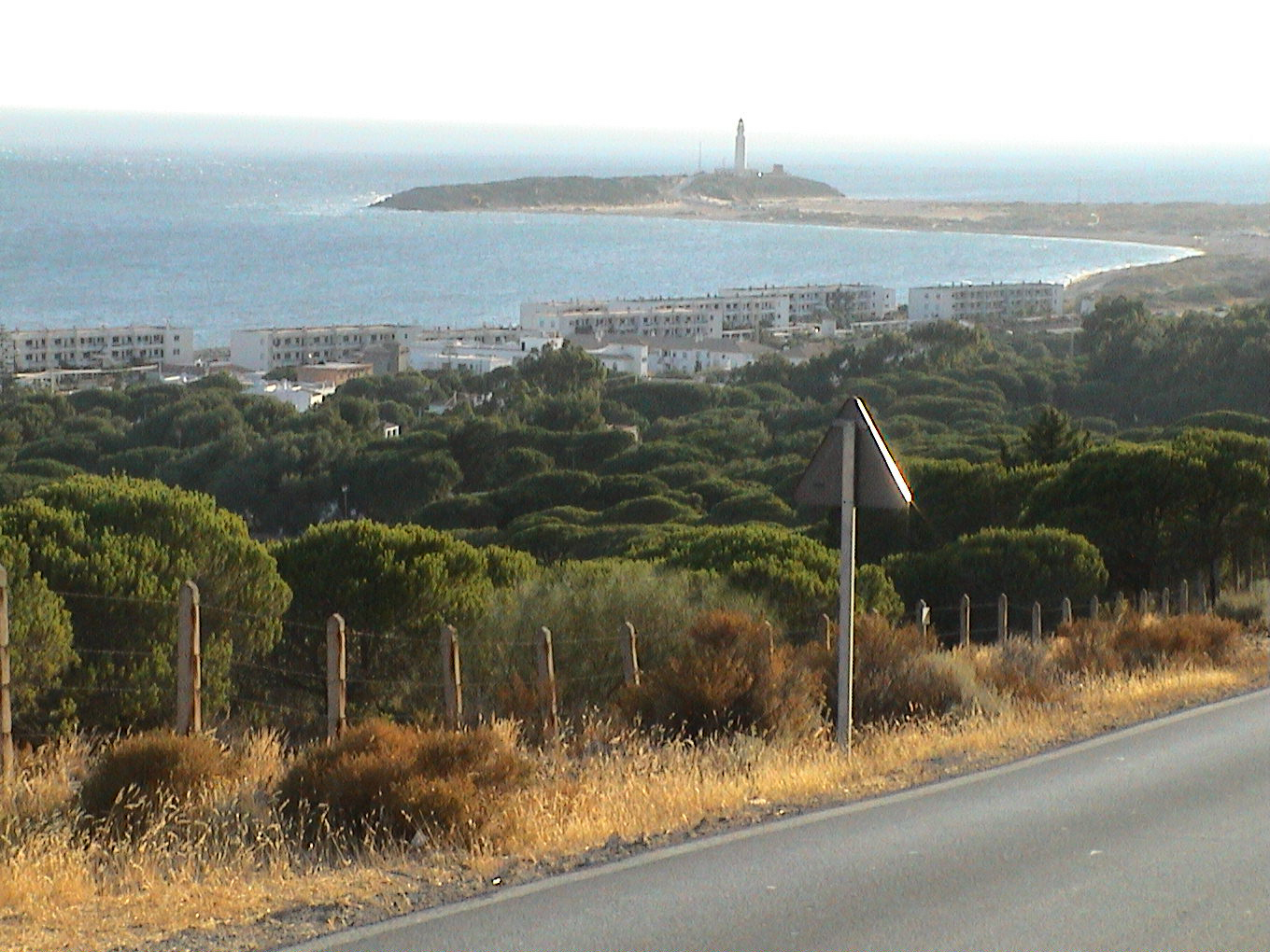
Los Caños de Meca falu házai
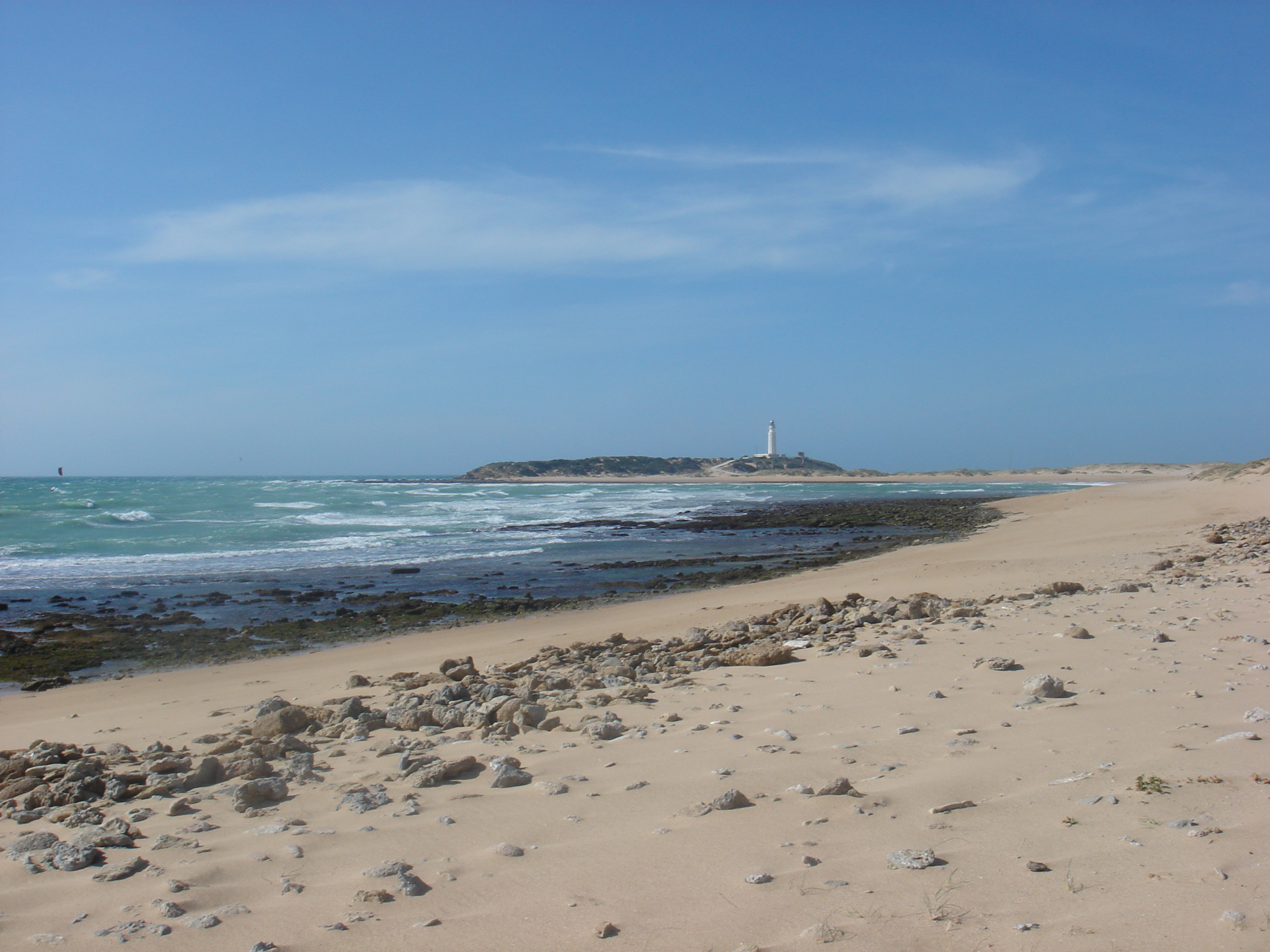
Tengerpart
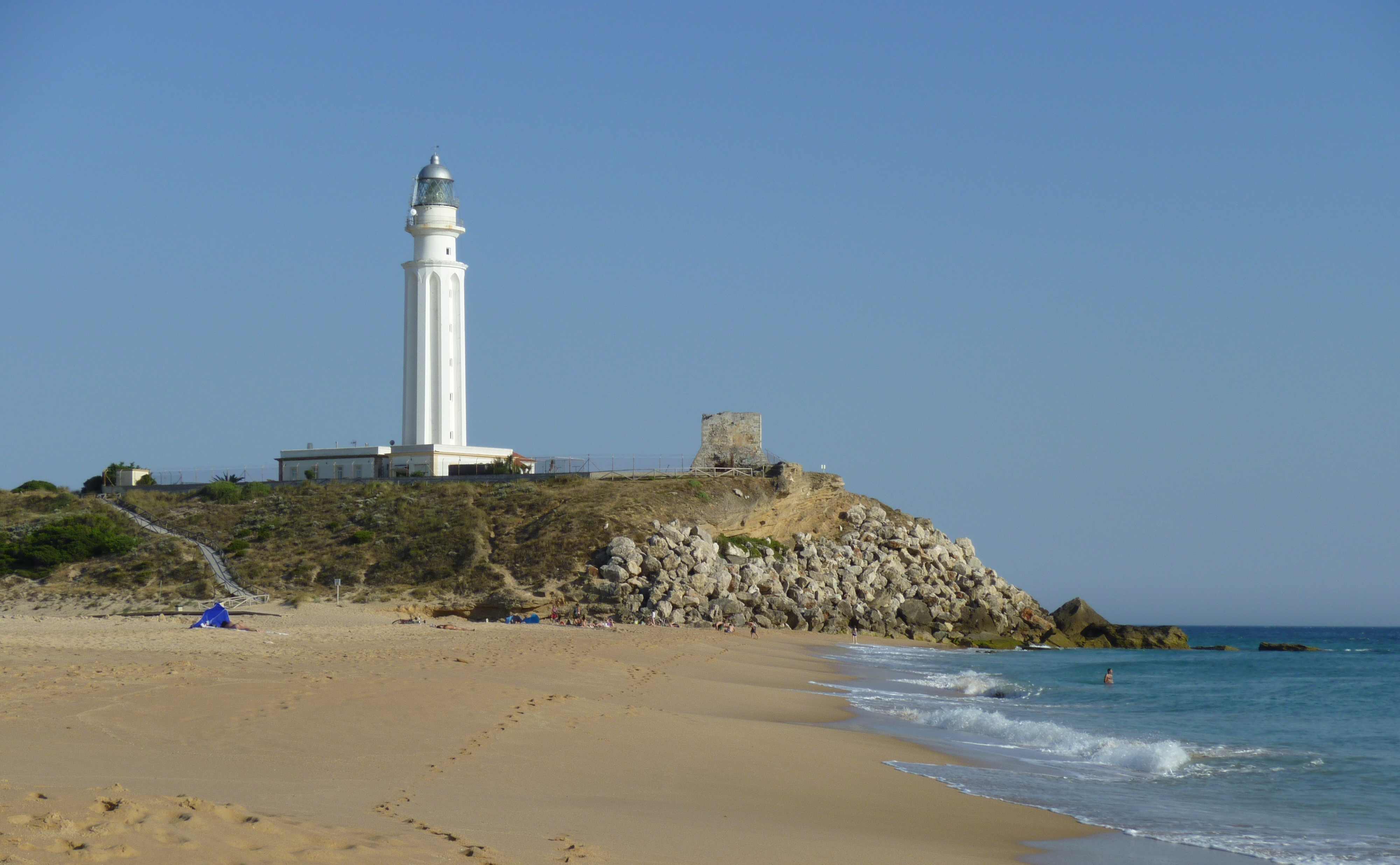
Világítótorony
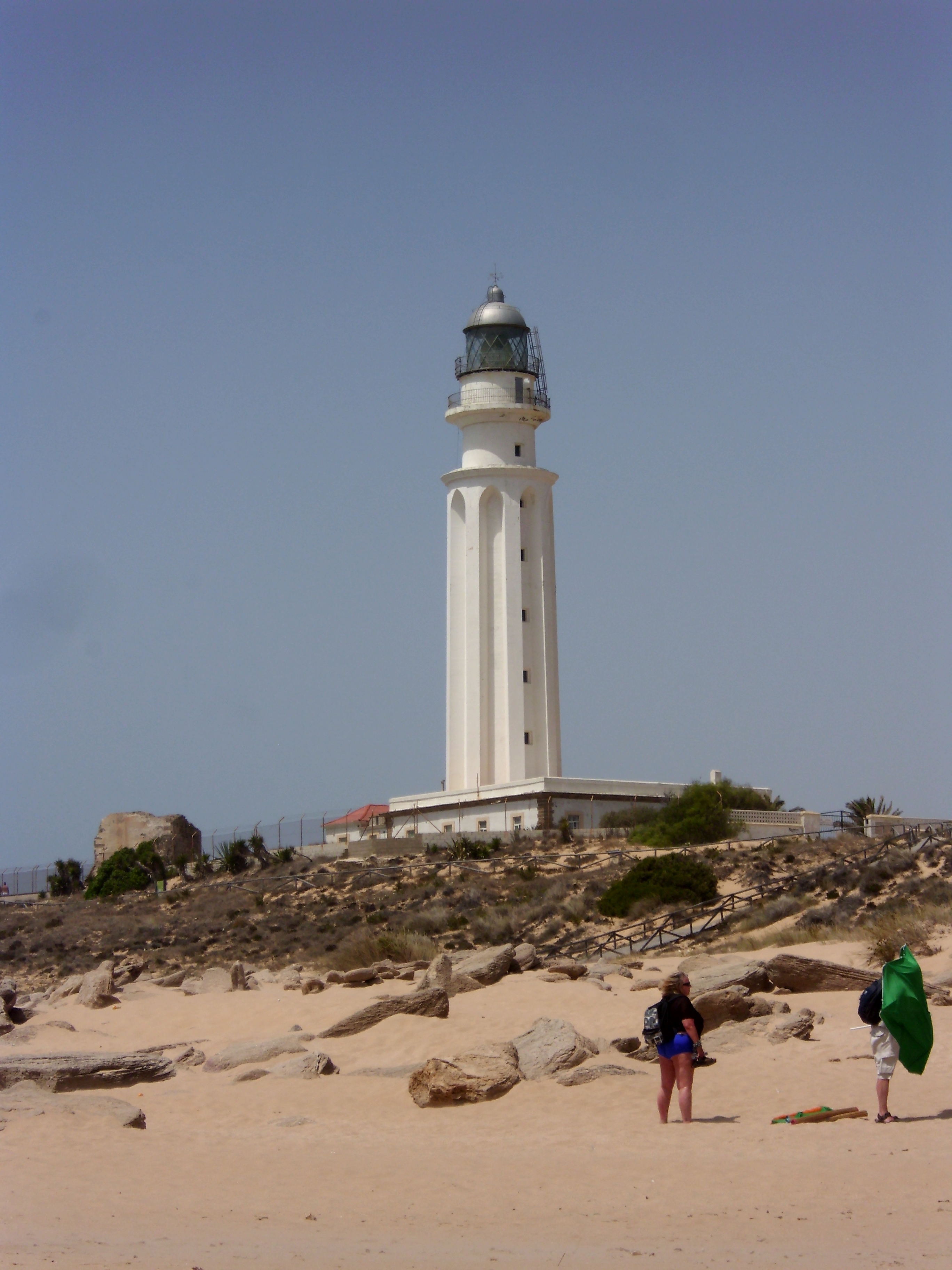
Világítótorony

## Lásd még
- Trafalgari csata
- Trafalgar tér, London

## Fordítás
- Ez a szócikk részben vagy egészben  a   Cape Trafalgar című angol Wikipédia-szócikk ezen változatának fordításán alapul.  Az eredeti cikk szerkesztőit annak laptörténete sorolja fel. Ez a jelzés csupán a megfogalmazás eredetét és a szerzői jogokat jelzi, nem szolgál a cikkben szereplő információk forrásmegjelöléseként.